# Erromanga jezici
Erromanga jezici (privatni kod: nrxi), malena skupina od tri južnovanuatskih jezika koji se govore na otoku Erromanga u Vanuatuu. Govore ih oko 1.900 ljudi, i to poglavito jezik sie koji se naziva i eromanga, erramanga, erromanga ili sye. 
Ostala dva jezika su izumrli ifo [iff] i gotovo izumrli ura, sa 6 govornika (1998 T. Crowley).

## Vanjske poveznice
- Ethnologue (14th)
- Ethnologue (15th)